# Beat the Devil’s Tattoo
Beat the Devil’s Tattoo – szósty album zespołu Black Rebel Motorcycle Club, wydany został 8 marca 2010 w Europie, a w Ameryce Północnej 9 marca tego samego roku. To druga pełna płyta wydana w ich własnej wytwórni płytowej Abstract Dragon wraz z Vagrant Records i V2 Records.

## Utwory
Wszystkie piosenki zostały napisane przez Black Rebel Motorcycle Club.
1. „Beat the Devil’s Tattoo” – 3:47
2. „Conscience Killer” – 3:47
3. „Bad Blood” – 5:11
4. „War Machine” – 3:59
5. „Sweet Feeling” – 3:27
6. „Evol” – 5:53
7. „Mama Taught Me Better” – 4:46
8. „River Styx” – 3:55
9. „The Toll” – 3:38
10. „Aya” – 5:39
11. „Shadow's Keeper” – 6:12
12. „Long Way Down” – 4:34
13. „Half-State” – 10:20
14. „1:51” (Bonus Track Limited Edition) – 5:33
15. „Martyr” (Bonus Track Limited Edition) – 5:12
16. „Annabel Lee” (Itunes Pre-Order) – 4:10

## Pozycje na listach
| Zestawienie           | Najwyższa pozycja |
| --------------------- | ----------------- |
| Billboard 200         | 58                |
| US Alternative Albums | 9                 |
| US Independent Albums | 4                 |
| US Rock Albums        | 14                |